# Nukak
Els nukak o nukak-makú són un poble nòmada que viu entre els rius Guaviare i Inírida, en les profunditats del bosc humit tropical de la franja de la conca amazònica, al departament de Guaviare, Colòmbia. Són caçadors-recol·lectors nòmades amb patrons nòmades estacionals i practiquen horticultura itinerant a petita escala. Van ser classificats com a poble aïllat fins al 1981, i de llavors ençà ha perdut la meitat de la seva població principalment per malalties. La part del seu territori ha estat utilitzada pels productors de coca, grangers, i altres colons, així com per guerrilles, exèrcit i paramilitars. Les respostes a aquesta crisi inclouen protestes, peticions per assimilació, i el suïcidi de dirigent Maw-be'. El 2018 hi havia una població de 744, uns 210 en poblaments provisionals a San José del Guaviare, i la resta vivint nomadicalment a la reserva de Nukak (Resguardo).

## Caça
Els Nukak son experts caçadors. Els homes cacen amb armes de foc que llancen dards recoberts de curare "manyi", un verí fet a partir de diferents plantes (curare). Empaiten, en particular, diverses espècie de mones (Aluata, Cebus, Mona esquirol, Mona llanosa, Mona aranya sp., Saguinus, tití de collar) i ocells (Ànec mut, Txatxalaca, Penelopins, Hoco, trompeter alagrís i tucans). També utilitzen javelines fetes amb Socratea exorrhiza fusta de palmell per empaitar dues espècies de pècaris (pècari barbablanc i T. Tajacu) i caiman comú, els ous de les quals consumeixen. Els nukak no cacen ni mengen mazama, cérvol de Virgínia i tapirs (tapirs terrestris); consideren que aquests animals comparteixen un avantpassat comú amb els humans.
El Nukak també capturen rosegadors (Cuniculus, Dasyprocta), armadillos (Dasypus sp.), tortoises (Geochelonesp), granotes (en quantitats grans), crancs, gambes, caragol, larves de rhynchophorini (mojojoy, "mun", Rhynchophorusspp.) i larves de diverses espècies de vespes i erugues.

## Pesca
El Nukak menja diverses espècies de peixos, com Hoplias, Myloplus, Mylossoma, Hydrolycus, Cichla, surubí (Pseudoplatystoma fasciatum), Siluriformes (Brachyplatystoma spp.), Piranya (Serrasalmus, Pygocentrus) i rajos de riu (Potamotrygon sp.). La pesca es fa en part amb ganxos de metall i cordó, tot i que els Nukak encara capturen els seus peixos tradicionalment amb arc i fletxa o arpons, trampes o cistelles ("mei", gàbies per a aigua). També utilitzen una tècnica sofisticada que s’ha descrit en diverses cultures: utilitza nuún, l’arrel d’un Lonchocarpus que conté una sèrie de substàncies que quan es dissolen als corrents d’aigua atorden els peixos, cosa que els facilita la captura.

## Recol·lecció
Recullen mel de vint espècies d'abelles i moltes fruites: fruites de Arecàcies (Oenocarpus bataua), Oenocarpus, Attalea, Mauritia sp., Phenakospermum guyannense, Aechmea sp., Inga sp., Couma macrocarpa, Iryanthera, Theobroma, Pourouma, Parinari sp., Micrandra, Helicostylis, Caryocar, Talisia, Hymenaea, Dacryodes, Abuta, Eugenia, Touraleia sp., Perebea, Proti, Cecropia, Batocarpus, Hyeronima, Brosimum, Dialium, Garcinia, Manilkara, Naucleopsis, Pradosiasp, Pouteria, Salasia sp., Passiflora sp., Duroia maguirei, Duroia hirsuta, Mouriri, i Alibertia.
Els Nukak prenen la resina dolça de "mupabuat" (Lacunal) i l'aigua de canya (Doliocarpus sp.). Cobreixen el seus campaments ("wopyi") amb fulles de Phenakospermum guyannense i parmeres, i fabriquen les seves hamaques amb fibra del palmell cumare Astrocaryum; amarratges amb Heteropsis tenuispadix, Eschweilera sp., i Anthurium sp.; escopetes amb Iriartella stigera, Bactris maraja; llaços amb Duguetia quitarensis; finals de destral amb Aspidosperma sp.; dards amb espines d' Oneocarpus sp.; cargols de dards amb fulles de Calathea sp.; lleteria amb Pachira nukakika, Ceiba sp., i Pseudobombax sp.; robes de mantell per homes amb Couratari guianensis; cistelles amb Heteropsis spp.; bosses d'un sol ús amb Ischnosiphon arouma i Heliconia sp.; sabó amb Cedrelinga sp.; perfums amb Myroxylon sp. I Justice pectoralis; i objectes diversos.
Fan fulles amb les dents de la piranya però també s’han adaptat per utilitzar metalls. Fins al 1990, practicaven ceràmica a petita escala, produint un petit tipus d’olla per emportar-la durant els seus viatges i un segon tipus més gran, que deixaven com a subministrament als seus càmpings. Avui prefereixen obtenir testos metàl·lics. Quan no tenen llumins ni encenedors, fan servir fusta especial (Pausandra trianae) per produir foc. Ja no fabriquen miralls amb la resina de Trattinickia glaziovii o destrals de pedra.

## Agricultura intinerant
Tenen collites en el seu territori, al llarg de les seves rutes. Tradicionalment conreen per a menjar, tubercles com el (moniato), taros (Xanthosoma violaceum, Colocasia), ignames (Dioscorea), i manioc (Mandioca). També palmeres de préssec (Bactris gasipaes), pinya (Ananàs), bitxo (Capsicum chinense), i diversos arbres fruiters. A tots els jardins hi ha plàtans (Musa paradisiaca) i canya de sucre (Canya de sucre). També planten per obtenir eines per la vida diària (com bols de Crescentia cujete i Carbassera vinera); o per fer colorants. (com "achiote" Bixa i "carayurú" Arrabidaea chica, per pintar el cos); i una canya (Gynerium), per fer fletxes i arpons. El tabac (Tabaquera) és collit per usos rituals.

## Aspectes socials
El matrimoni es resol després que l’home hagi cortejat formalment la dona amb regals acceptats i ella hagi accedit a viure amb ell. Per buscar un emparellament, un home ha d’haver passat per un ritual d’iniciació en què suporta proves i consumeix al·lucinogen (Virola sp.).
La parella més adequada és la formada per cosins creuats. El matrimoni entre cosins paral·lels està prohibit. Si la dona encara viu a casa del pare, els regals l’han d’incloure a ell. Si la dona accepta, s’instal·la al campament de l’home; si tenen un fill, es consideren una parella formal que estableix relacions de parentiu mútues, expressades en drets i deures de reciprocitat. Un home pot casar-se amb diverses dones, tot i que és més freqüent una sola dona, i els exemples de tres o més són rars. Aquesta poligínia conviu amb una poliàndria temporal durant l'embaràs per tal de millorar les qualitats del nadó. Cada grup domèstic forma part d'un grup territorial i d'altres grups que s'estableixen per dur a terme tasques específiques, com ara mesures de seguretat, segons les diferents estacions i situacions. D'altra banda, cada Núkâk es considera com a part d'un llinatge patern, "nüwayi", que rep el nom d'un animal o planta.
S'han identificat deu grups territorials de Nukak ("wün"), cadascun amb almenys 50 o 60 persones, que la major part de l'any no romanen junts sinó que formen diferents grups per a la recol·lecció i o la caça, que es distribueixen d'acord amb el clima, els canvis estacionals i la situació de seguretat. Es considera que cada grup forma part d’una de les quatre regions del seu territori. En certes ocasions s’uneixen diferents grups, on practiquen un ritual especial, “entiwat”, en què els grups ballen cara a cara, colpejant-se i ferint-se verbalment fins que el ritual arriba a un moment climàtic en què tots s’abracen, plorant mentre recorden els seus avantpassats i expressen afecte. Els grups practiquen una forma d'intercanvi, "ihinihat", sobretot quan tots els recursos no es troben al mateix territori.
Es considera tabú per als Nukak parlar de persones mortes.

## Llengua
Els nukak parlen una llengua tonal.

## Poble en perill d'extinció
La població dels Nukak s’ha reduït per causa de la malària, el xarampió i malalties pulmonars des que van començar el seu contacte amb Ethnos360 (anteriorment New Tribes Mission) una missió evangèlica estatunidenca, i altres persones alienes, des del 1981. Avui en dia els productors de coca, les guerrilles de les FARC d’esquerra, els paramilitars de les AUC de dretes i l'exèrcit colombià han ocupat les seves terres. El 2006, un grup de prop de 80 Nukak va abandonar la selva i va buscar l'assimilació per preservar la seva cultura. Com deia un dels migrants, Pia-pe: "Volem unir-nos a la família blanca, però no volem oblidar les paraules dels Nukak". L'octubre del 2006, el líder i parlant de Nukak i castellà, Maw-be, es va suïcidar bevent verí. L' Organització Nacional Indígena de Colòmbia (ONIC) van raonar que ho va fer per desesperació per la seva incapacitat per assegurar subministraments o per retornar amb seguretat els Nunak a casa.
Niall Ferguson els cita com a exemple d’una tribu de caçadors que, fins ara ignorant l'economia monetària, s’ha demostrat feliç de canviar una dura vida tradicional a la jungla per obtenir donacions governamentals.